# Гестерен (Гелдерланд)
Гестерен (нід. Geesteren) — село в нідерландській провінції Гелдерланд. Входить до муніципалітету Беркелланд.
До 1818 року мало статус окремого муніципалітету.

## Галерея

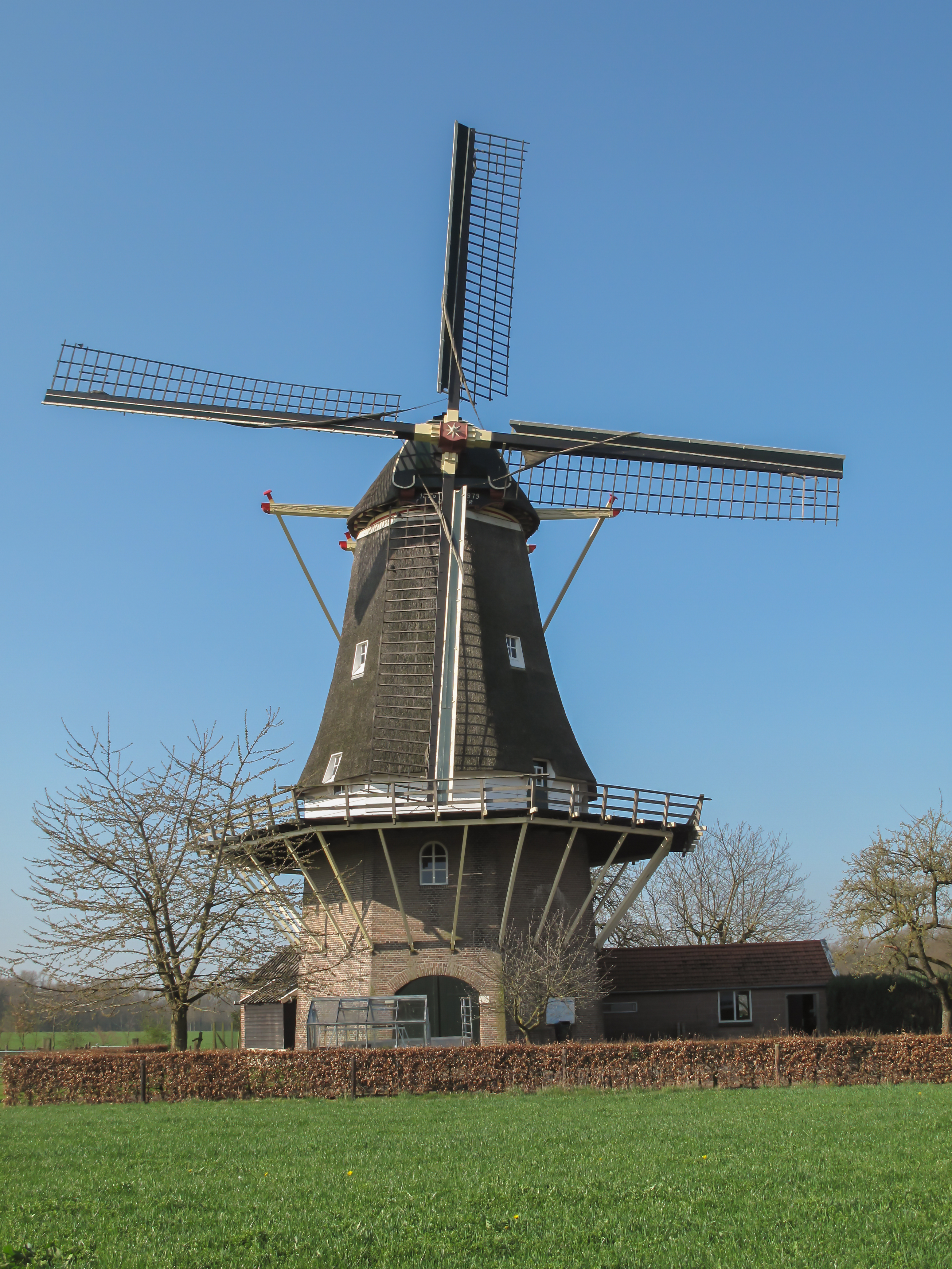
Вітряк
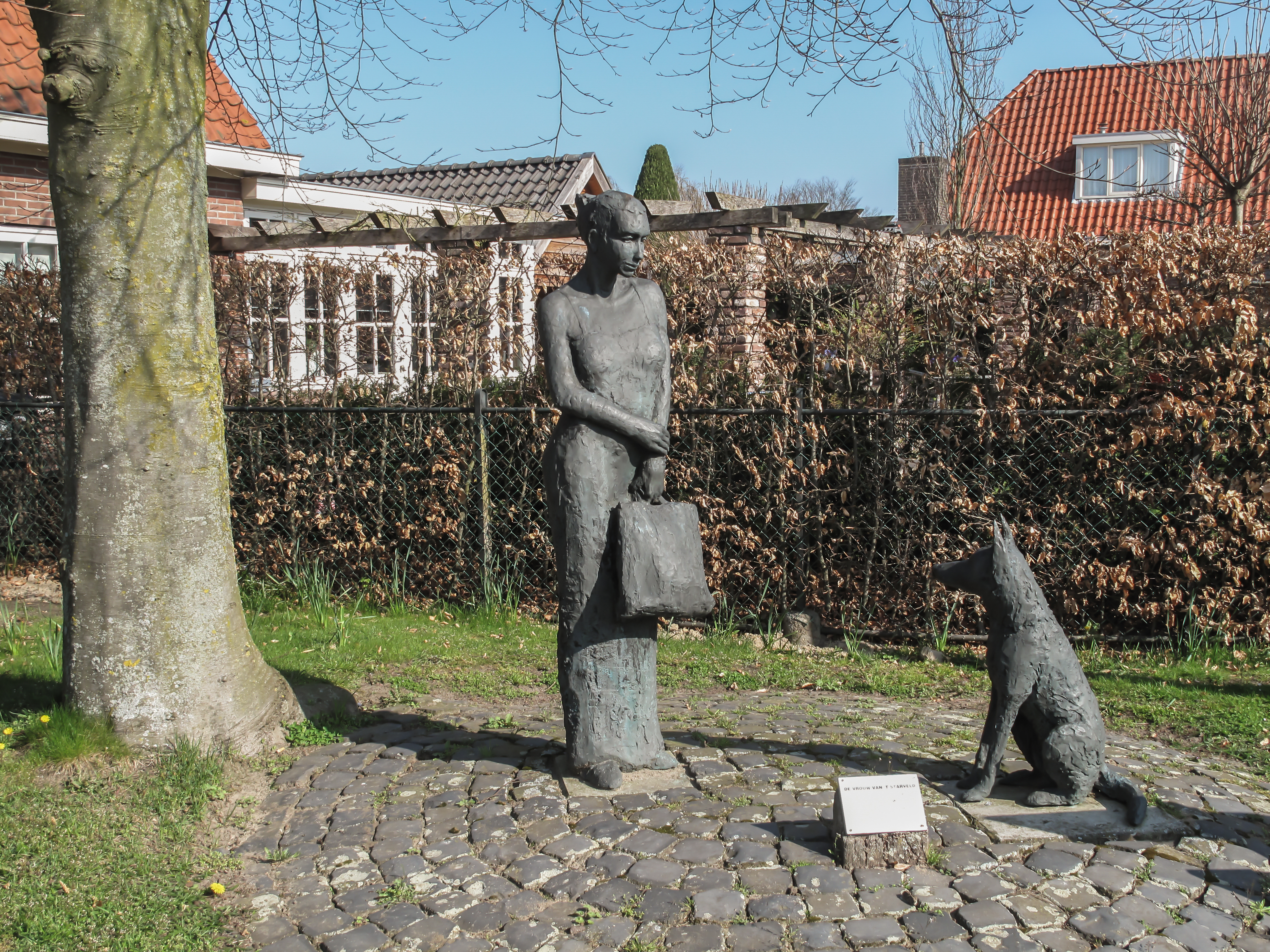
Скульптура в селі